# هیدیلین دیاز
هیدیلین دیاز (انگلیسی: Hidilyn Diaz؛ زادهٔ ۲۰ فوریهٔ ۱۹۹۱) وزنه‌بردار زن اهل فیلیپین است. وی در مسابقات کشوری و بین‌المللی در مجموع برندهٔ ۳ مدال طلا، ۵ مدال نقره، ۵ مدال برنز شده‌است. او توانست در المپیک توکیو اولین مدال طلای تاریخ کشور فیلیپین را برای این کشور به ارمغان بیاورد.   